# Tour de Flandes 1969
El Tour de Flandes 1969 va ser la 53a edició del Tour de Flandes. La cursa es disputà el 30 de març de 1969, amb inici a Gant i final a Merelbeke després d'un recorregut de 259 quilòmetres. El vencedor final fou el belga Eddy Merckx, que s'imposà en solitari en l'arribada a Merelbeke amb més de cinc minuts respecte al seu immediat perseguidor, l'italià Felice Gimondi i vuit minuts sobre un grupet de set corredors, encapçalat pel també italià Marino Basso, que d'aquesta manera aconseguí la tercera posició.

## Classificació final
|    | Ciclista                       | Equip                  | Temps      |
| -- | ------------------------------ | ---------------------- | ---------- |
| 1  | Eddy Merckx (BEL)              | Faema                  | 6h 20' 00" |
| 2  | Felice Gimondi (ITA)           | Salvarani              | + 5' 36"   |
| 3  | Marino Basso (ITA)             | Molteni                | + 8' 08"   |
| 4  | Franco Bitossi (ITA)           | Filotex                | m. t.      |
| 5  | Bernard van de Kerckhove (BEL) | Faema                  | m. t.      |
| 6  | Michele Dancelli (ITA)         | Molteni                | m. t.      |
| 7  | Barry Hoban (GBR)              | Mercier-BP-Hutchinson  | m. t.      |
| 8  | Frans Verbeeck (BEL)           | Okay-Diamant-Geens     | m. t.      |
| 9  | Georges Claes (BEL)            | Goldor-Hertekamp-Gerka | m. t.      |
| 10 | Jos Spruyt (BEL)               | Faema                  | + 8' 10"   |